# Mélio Viana Airport
Mélio Viana Airport är en flygplats i Brasilien.   Den ligger i kommunen Três Corações och delstaten Minas Gerais, i den sydöstra delen av landet, 700 km söder om huvudstaden Brasília. Mélio Viana Airport ligger 975 meter över havet.
Terrängen runt Mélio Viana Airport är platt åt nordväst, men åt sydost är den kuperad. Mélio Viana Airport ligger uppe på en höjd. Närmaste större samhälle är Três Corações, 10,5 km norr om Mélio Viana Airport.
Omgivningarna runt Mélio Viana Airport är huvudsakligen savann. Runt Mélio Viana Airport är det ganska tätbefolkat, med 52 invånare per kvadratkilometer.